# Рамон Беренгер III (граф Барселоны)
Рамо́н Беренге́р III (Рамо́н Вели́кий; кат. Ramon Berenguer III el Grande, исп. Ramón Berenguer III el Grande; 11 ноября 1082, Роде, Руэрг, Окситания — 19 июля 1131, Барселона) — граф Барселоны и Жироны с 1097 года, Осоны в 1097—1107 и 1111—1131 годах, Бесалу с 1111 года, Прованса и Жеводана с 1112 года, Сердани, Берги и Конфлана с 1118 года; сын графа Барселоны Рамона Беренгера II и Матильды, дочери герцога Апулии и Калабрии Роберта Гвискара.

## Биография

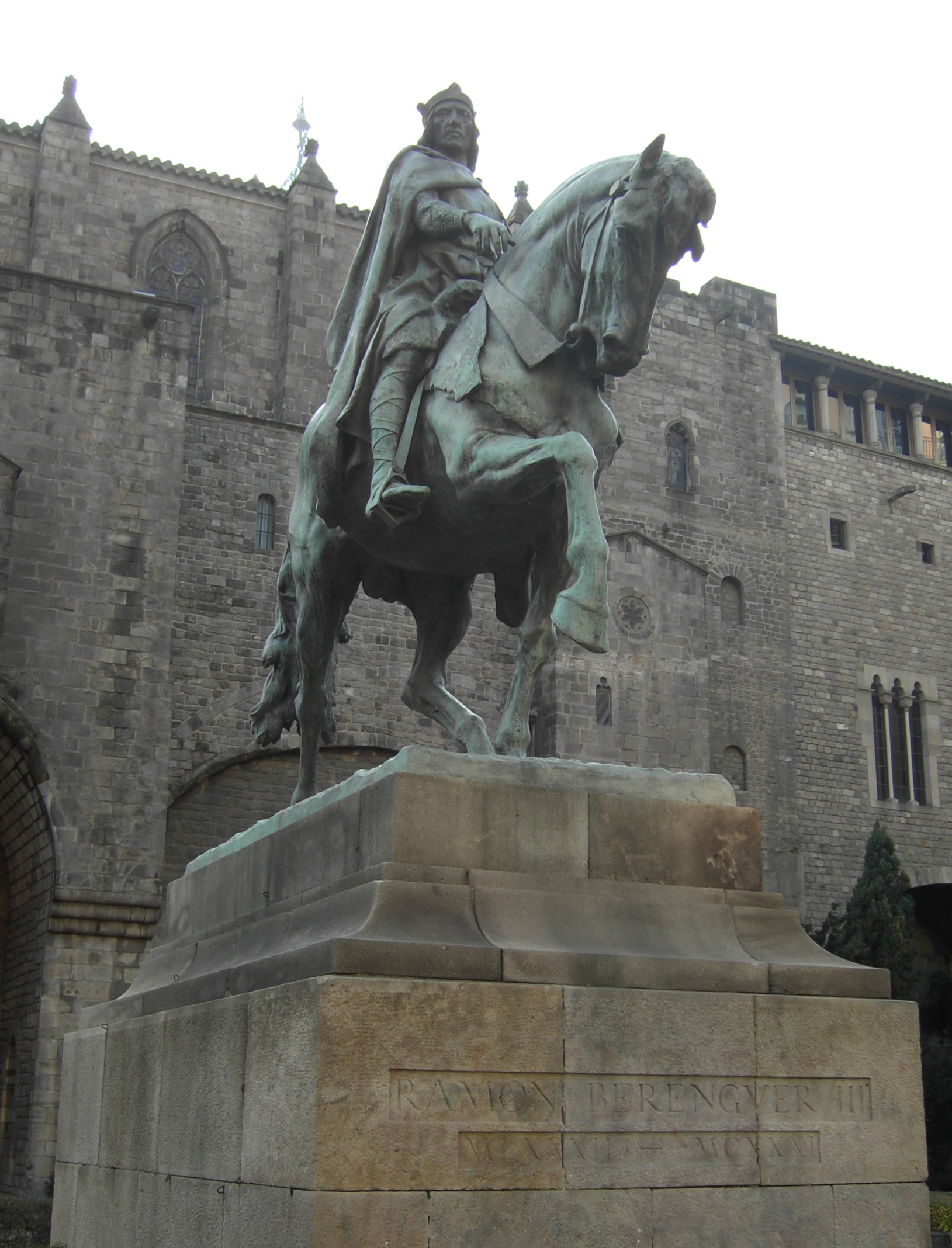
Памятник Рамону Беренгеру III в Барселоне работа скульптора Жозепа Лимона

Вскоре после рождения Рамона Беренгера его отец, граф Рамон Беренгер II, был убит на охоте. Подозрение пало на брата-близнеца Рамона Беренгера II, Беренгера Рамона II, вошедшего в историю с прозвищем Братоубийца (исп. el Fratricida). Беренгер Рамон продолжал управлять графством, однако король Кастилии Альфонсо VI в 1096 году обвинил графа Барселоны в убийстве брата. Для установления истины был организован судебный поединок, в котором Беренгер Рамон проиграл. После этого Беренгер Рамон отправился паломником в Иерусалим, откуда не вернулся. А власть в Барселоне была передана его племяннику, Рамону Беренгеру III.
Рамон Беренгер первым браком был женат на Марии, дочери Сида Кампеадора, злейшего врага своего дяди, а третьим — на Дульсе I, графине Прованса. Благодаря бракам и родству с другими графами он значительно расширил свои владения. Брак с Дульсой принёс в 1112 году Рамону Беренгеру Прованс, формально входивший в состав Священной Римской империи. Одну из дочерей от первого брака с Марией, Химену, он выдал замуж за графа Бесалу Бернардо III, отдав ей в приданое графство Осона. После смерти же бездетного Бернардо Рамон Беренгер получил не только Осону, но и Бесалу. А в 1118 году, после пресечения линии графов Сердани, Рамон Беренгер присоединил ещё и Сердань с Бергой. В 1123 году Рамон Беренгер добился также сюзеренитета над Ампурьясом. В итоге в его руках оказалась практически вся Каталония. Независимыми остались только Урхель и Пальярс.
Также Рамон Беренгер расширял свои владения за счёт завоевания земель в мусульманской Испании. В союзе с графом Урхеля около 1106 года он захватил Барбастро и Балагер. В 1118 году он захватил и восстановил Таррагону, ставшую центром архиепископства, которое стало охватывать всю Каталонию (до этого Каталонские епископства находились в подчинении архиепископов Нарбонны). Кроме того, Рамон Беренгер наладил отношения с морскими итальянскими республиками Генуя и Пиза. Вместе они в 1115 году совершили набег на Майорку и Ивицу, бывшие базами мусульманских пиратов, освободив много христианских пленников. Однако удерживать острова в своих руках он не стал, через год они были захвачены Альморавидами.
Далеко не раз Рамона Беренгера постигали неудачи. В 1114 году отряд альморавидов из Валенсии под командованием ибн аль-Хаджи вторгся в Каталонию, разорив её вплоть до Барселоны. Однако в следующем году Рамон Беренгер разбил их во время нового вторжения в ущелье Марторалл. Постигла неудача Рамона Беренгера и в попытках завоевать Лериду, Тортосу и Валенсию.
В конце жизни Рамон Беренгер вступил в орден Тамплиеров. Перед смертью он разделил владения между сыновьями. Рамону Беренгеру IV достались Барселона и другие графства к югу от Пиренеев, а Беренгер Раймунд I получил Прованс и владения к северу от Пиренеев.

## Брак и дети
1-я жена: до 1103 Мария де Вивар (ум. 1105/1106), дочь Родриго Диаса де Вивара Сида Кампеадора. Дети:
- Мария; муж: Бернардо (Бернат) III (ум. 1111), граф Бесалу
- Химена (1105 — после 1136), графиня Осоны 1107—1111; 1-й муж: с 1107 Бернардо (Бернат) III (ум. 1111), граф Бесалу; 2-й муж: с 1130 Роже III (ум. 1147/1148), граф де Фуа

2-я жена: до 1 ноября 1106 года Альмодис (ум. 1111/1112)
3-я жена: с 3 февраля 1112 года Дульса I (ум. 1127), графиня Прованса, виконтеса Мийо, Жеводана и Роде, дочь Жильбера, виконта де Жеводан, и Герберги, графини Прованса. Дети:
- Рамон Беренгер IV (ок. 1113 — 6 августа 1162), граф Барселоны, Осоны, Жироны и Сердани с 1131, принц-регент Арагона с 1137
- Беренгер Раймунд I (1113/1114 — 1144), граф Прованса с 1131
- Бернат (1115/1116 — после 1117)
- Беренгария (ок. 1116 — 15/31 января 1149); муж: с ноября 1128 Альфонсо VII Император (1 марта 1105 — 21 августа 1157), король Кастилии и Леона
- (?) Эстефания (ок. 1118 — ?); 1-й муж: с 1128 Сантюль II (ум. 1128/1130), граф де Бигорр; 2-й муж: с ок. 1130 Раймунд Арно (ум. 1167), виконт де Дакс
- Мафальда; муж: Гильом Рамон II, сеньор де Кастельвель
- Альмодис (ок. 1126 — после 1171); муж: Понс IV де Сервера (ум. 1155), виконт де Бас

## В культуре
Раймон Беренгер III стал главным героем новеллы Александра Дюма-отца «Пракседа» из одноимённого сборника.